# Amadeus-Verleihung 2023
Die 23. Verleihung des Amadeus Austrian Music Award fand am 28. April 2023 im Volkstheater in Wien statt und wurde auf ORF 1 zeitversetzt übertragen, moderiert von FM4-Moderatorin Nina Hochrainer und Ö3-Moderator Philipp Hansa. Die Nominierungen für den FM4-Award wurden am 2. Februar 2023 bekanntgegeben, die Nominierungen in den weiteren Kategorien am 1. März 2023. Wanda, Mira Lu Kovacs, Pizzera & Jaus sowie Bonez MC & RAF Camora erhielten jeweils drei Nominierungen.

## Allgemeines
Es konnten österreichische Künstler oder solche, die ihren Lebensmittelpunkt in Österreich hatten, nominiert werden.
Für die meisten Award-Kategorien galt:
1. Die Nominierungen setzten sich je zur Hälfte aus den Verkaufszahlen im Jahr 2022 und der Wertung einer Fachjury zusammen, die aus rund 150 Experten aus der Musik- und Medienbranche bestand.
2. Die Siegerwertung setzte sich zu je einem Drittel aus Online-Publikumsvoting, Juryvoting und Musikverkäufen zusammen.

Die Sieger in den Kategorien Song des Jahres, Album des Jahres, Live Act des Jahres, und Songwriter des Jahres wurden erst bei der Verleihung bekanntgegeben, die anderen schon an den Tagen davor auf Facebook und Instagram. Bei der Verleihung verkündeten verschiedene Musiker die Preisträger.

## Preisträger und Nominierte

### Album des Jahres
- Wanda von Wanda[4]

Weitere Nominierte:
- Gelb ist das Feld von Bilderbuch
- Glück von Melissa Naschenweng
- Ich will dich von den Nockis
- Palmen aus Plastik 3 von Bonez MC & RAF Camora

### Song des Jahres
- Halo von LUM!X feat. Pia Maria

Weitere Nominierte:
- Die Sunn und di von Pizzera & Jaus
- Letztes Mal von Bonez MC & RAF Camora
- Von dir ein Tattoo von Josh.
- 100K von Yasmo & die Klangkantine feat. Mira Lu Kovacs

### Live Act des Jahres
- Wanda

Weitere Nominierte:
- Folkshilfe
- Pizzera & Jaus
- Rainhard Fendrich
- Seiler und Speer

### Songwriter des Jahres
- Sie, Poxrucker Sisters (Text und Komposition: Magdalena, Christina und Stefanie Poxrucker)

Weitere Nominierte:
- Barbie, Ness (Text und Komposition: Vanessa Dulhofer, David Slomo, Gabriel Geber, Lucas Fendrich)
- Crimescene, ELAV (Text: ELAV, AYMZ, Jonas Reiter, Jonathan Gabler, Komposition: ELAV, Luca Pivetz)
- Feelings, Lou Asril (Text und Komposition: Lou Asril, Maximilian Walch)
- 100K, Yasmo & die Klangkantine feat. Mira Lu Kovacs (Text und Komposition: Yasmine Hafedh, Mira Lu Kovacs, Tobias Vedovelli, Sebastian Watzinger)

### Alternative
- Voodoo Jürgens[5]

Weitere Nominierte:
- Cari Cari
- Oska
- Salò
- Sharktank

### Electronic / Dance
- LUM!X feat. Pia Maria

Weitere Nominierte:
- Dorian Concept
- Farce
- Harris & Ford
- Klangkarussell

### Hard & Heavy
- Belphegor

Weitere Nominierte:
- Cil City
- Leftovers
- Harakiri for the Sky
- Visions of Atlantis

### HipHop / Urban
- Bonez MC & RAF Camora

Weitere Nominierte:
- Bibiza
- Kamp und Fid Mella
- KeKe
- Yung Hurn

### Jazz / World / Blues
- Shake Stew

Weitere Nominierte:
- Herbert Pixner Projekt
- Mira Lu Kovacs und Clemens Wenger
- Herbert Pixner, Thomas Gansch, Lukas Kranzelbinder, Manu Delago und radio.string.quartet
- Seiler feat. Norbert Schneider

### Pop / Rock
- Josh.[6][7]

Weitere Nominierte:
- Bilderbuch
- Edmund
- Pizzera & Jaus
- Wanda

### Schlager/Volksmusik
- Melissa Naschenweng[8][9]

Weitere Nominierte:
- Andreas Gabalier
- Die Seer
- Nockis
- Semino Rossi

### FM4 Award
Für den FM4-Award wurden bis zum 10. Februar 2023 fünf Kandidaten per Online-Voting ermittelt, wobei 20 von der FM4-Musikredaktion ausgesuchte Kandidaten dafür zur Auswahl standen. Anschließend erfolgte bis zum 20. März 2023 eine zweite Votingrunde mit den fünf verbliebenen Finalisten.
- Oskar Haag[11]

Weitere Finalisten
- Bibiza
- Leftovers
- RAHEL
- Verifiziert

Weitere Nominierte
- Arai
- AZE
- DIVES
- Ein Gespenst
- Eli Preiss
- Farce
- KeKe
- Kerosin95
- Pressyes
- Sakura
- SALÒ
- Sharktank
- Sofie Royer
- Sophia Blenda
- W1ZE

### Tonstudiopreis Best Sound
Vom Fachverband der Film- und Musikindustrie in der Wirtschaftskammer ermittelt.
- Irgendwas mit Dreißig, Lemo (Recording: Markus Moldan, David Bronner / Mix: Dietz Tinhof, David Bronner / Mastering: Martin Scheer / Künstlerische Produktion: David Bronner, Lukas Hillebrand)

Weitere Nominierte:
- By Design, Doppelfinger (Recording: Jakob Herber, Clemens Bäre / Mix: Sophie Lindinger, Alexandr Vatagin / Mastering: Martin Scheer / Künstlerische Produktion: Jakob Herber)
- Lifelines, Joe Traxler (Recording: Joe Traxler, Lukas Klement, Niklas Pichler / Mix: Niklas Pichler / Mastering: Martin Scheer / Künstlerische Produktion: Joe Traxler, Lukas Klement, Niklas Pichler)
- Losing Colors, Givven (Recording: Jordan Haller, Adrian Held, Nikodem Milewski / Mix: Nikodem Milewski / Mastering: Nikodem Milewski / Künstlerische Produktion: Jordan Haller, Adrian Held, Nikodem Milewski)
- Nirvana, Ennio (Recording: Dennis Neuer / Mix: Nikodem Milewski, Moritz Enders, Sascha „Busy“ Büren, Dennis Neuer, Peter „Jem“ Seifert / Mastering: Nikodem Milewski, Moritz Enders, Sascha „Busy“ Büren / Künstlerische Produktion: Dennis Neuer, Dillistone, Kilian & Jo)

### Lebenswerk
Vom Verband der Österreichischen Musikwirtschaft (IFPI Austria) ausgewählt.
- Karl Ratzer[12][13]

## Showprogramm
Es gab diese Musikauftritte, die von verschiedenen Musikern angekündigt wurden:
- Wanda
- Poxrucker Sisters feat. Katharina Straßer
- Alle Achtung mit Das wird groß[14]
- Oskar Haag
- Hip-Hop-Medley mit Yasmo & die Klangkantine feat. Mira Lu Kovacs, Kitana und W1ZE feat. BEX
- Edmund
- Pop-Medley mit Pippa, Esther Graf, AnJosef, Pia Maria und Rian
- Nockis